# Copa México 1961/62
Die Copa México 1961/62 war die 20. Austragung des Fußball-Pokalwettbewerbs seit Einführung des Profifußballs in Mexiko. Teilnahmeberechtigt waren die 14 Mannschaften, die in der Saison 1961/62 in der höchsten Spielklasse vertreten waren. Pokalsieger wurde bereits zum dritten Mal (nach 1946 und 1950) die Mannschaft des CF Atlas. Weil in derselben Saison der Stadtrivale Chivas zum vierten Mal in Folge den Meistertitel gewann, gingen zum ersten Mal in der Geschichte des mexikanischen Vereinsfußballs in derselben Spielzeit die beiden wichtigen nationalen Fußballtitel in die Stadt Guadalajara. Dadurch kam es im anschließenden Spiel um den Supercup zu einem Clásico Tapatío, den Atlas ebenfalls für sich entscheiden konnte.

## Modus
Das Turnier wurde in der Vorrunde mit vier Gruppen ausgetragen. Zwei von diesen bestanden aus jeweils vier Mannschaften, die anderen zwei aus jeweils drei Mannschaften. Die jeweiligen Gruppensieger qualifizierten sich für das im K.-o.-System ausgetragene Halbfinale. Dieses wurde in Hin- und Rückspielen mit je einem Heimrecht der beiden Kontrahenten ausgetragen, während für das im Estadio Olímpico Universitario von Mexiko-Stadt ausgetragene Finale ursprünglich nur eine Begegnung vorgesehen war. Weil in diesem jedoch kein Sieger ermittelt werden konnte, war ein Wiederholungsspiel erforderlich, das ebenfalls im Estadio Olímpico Universitario stattfand.

## Vorrunde
Die Begegnungen der Vorrunde wurden zwischen dem 4. März und 4. April 1962 ausgetragen. Die nachfolgende Bezeichnung der Gruppen (mit 1, 2, 3 und 4) erfolgt nur der besseren Übersicht wegen, aber ansonsten rein willkürlich, da die genaue Bezeichnung der Gruppen nicht überliefert ist. Die Sortierung berücksichtigt jedoch, dass die qualifizierten Gruppensieger aus den jeweils benachbarten Gruppen (1 und 2 einerseits sowie 3 und 4 andererseits) im Halbfinale gegeneinander antreten mussten.

### Gruppe 1

#### Kreuztabelle
| Gruppe 1    | TAM | TOL | MTY | GDL |
| ----------- | --- | --- | --- | --- |
| Tampico     |     | 3:1 | 1:0 | 0:4 |
| Toluca      | 1:1 |     | 2:1 | 3:1 |
| Monterrey   | 1:2 | 5:1 |     | 4:2 |
| Guadalajara | 2:2 | 1:1 | 1:1 |     |

#### Tabelle
| Pl. | Verein           | Sp. | S | U | N | Tore    | Diff. | Punkte |
| --- | ---------------- | --- | - | - | - | ------- | ----- | ------ |
| 1.  | CD Tampico       | 6   | 3 | 2 | 1 | 009:900 | ±0    | 08:40  |
| 2.  | Deportivo Toluca | 6   | 2 | 2 | 2 | 009:120 | −3    | 06:60  |
| 3.  | CF Monterrey     | 6   | 2 | 1 | 3 | 012:900 | +3    | 05:70  |
| 4.  | CD Guadalajara   | 6   | 1 | 3 | 2 | 011:110 | ±0    | 05:70  |

### Gruppe 2

#### Kreuztabelle
| Gruppe 2 | AME | MOR | IRA | ORO |
| -------- | --- | --- | --- | --- |
| América  |     | 2:0 | 2:2 | 2:1 |
| Morelia  | 1:1 |     | 2:1 | 1:0 |
| Irapuato | 1:0 | 1:1 |     | 1:1 |
| Oro      | 0:1 | 0:3 | 1:2 |     |

#### Tabelle
| Pl. | Verein           | Sp. | S | U | N | Tore    | Diff. | Punkte |
| --- | ---------------- | --- | - | - | - | ------- | ----- | ------ |
| 1.  | Club América     | 6   | 3 | 2 | 1 | 008:500 | +3    | 08:401 |
| 2.  | Atlético Morelia | 6   | 3 | 2 | 1 | 008:500 | +3    | 08:401 |
| 3.  | CD Irapuato      | 6   | 2 | 3 | 1 | 008:700 | +1    | 07:50  |
| 4.  | CD Oro           | 6   | 0 | 1 | 5 | 003:100 | −7    | 01:11  |

1 Es ist unklar, warum América gegenüber Morelia bei Punkt- und Torgleichheit die Gruppe gewann. Möglicherweise wurde zur Ermittlung des Gruppensiegers der »direkte Vergleich« herangezogen.

### Gruppe 3

#### Kreuztabelle
| Gruppe 3    | NEC | LEO | NAC |
| ----------- | --- | --- | --- |
| Necaxa      |     | 4:2 | 2:1 |
| Club León   | 1:1 |     | 0:0 |
| CD Nacional | 2:2 | 1:2 |     |

#### Tabelle
| Pl. | Verein      | Sp. | S | U | N | Tore    | Diff. | Punkte |
| --- | ----------- | --- | - | - | - | ------- | ----- | ------ |
| 1.  | Club Necaxa | 4   | 2 | 2 | 0 | 009:600 | +3    | 06:20  |
| 2.  | Club León   | 4   | 1 | 2 | 1 | 005:600 | −1    | 04:40  |
| 3.  | CD Nacional | 4   | 0 | 2 | 2 | 004:600 | −2    | 02:60  |

### Gruppe 4

#### Kreuztabelle
| Gruppe 4     | ATS | ZAC | ATE |
| ------------ | --- | --- | --- |
| CF Atlas     |     | 2:0 | 2:0 |
| CD Zacatepec | 3:0 |     | 1:0 |
| CF Atlante   | 0:2 | 2:1 |     |

#### Tabelle
| Pl. | Verein       | Sp. | S | U | N | Tore    | Diff. | Punkte |
| --- | ------------ | --- | - | - | - | ------- | ----- | ------ |
| 1.  | CF Atlas     | 4   | 3 | 0 | 1 | 006:200 | +4    | 09:30  |
| 2.  | CD Zacatepec | 4   | 2 | 0 | 2 | 005:400 | +1    | 04:40  |
| 3.  | CF Atlante   | 4   | 1 | 0 | 3 | 002:600 | −4    | 02:60  |

## Halbfinale
Die Hinspiele des Halbfinals wurden am 14./15. April und die Rückspiele am 22. April 1962 ausgetragen.
|             | Gesamt |              | Hinspiel | Rückspiel |
| ----------- | ------ | ------------ | -------- | --------- |
| CD Tampico  | 4:3    | Club América | 1:1      | 3:2       |
| Club Necaxa | 2:4    | CF Atlas     | 2:1      | 0:3       |

## Finale
Das Finale wurde am 29. April 1962 ausgetragen, das erforderliche Wiederholungsspiel fand am 1. Mai 1962 statt.
|          | Ergebnis |            |
| -------- | -------- | ---------- |
| CF Atlas | 3:3      | CD Tampico |
| CF Atlas | 1:0      | CD Tampico |

Mit der folgenden Mannschaft gewann der CF Atlas den Pokalwettbewerb der Saison 1961/62:
Carlos Pierín „Lalá“ – Juan Farfán, Guillermo Hernández „Campeón“, José Luis Ramírez „Chiturris“ – Ricardo Zárate, Pablo Flores – Pepe Delgado, Alfredo Torres „Pistache“, Dirceu Siqueira, Custodio Alves, Newton; Trainer: José Carlos Bauer.